# Sint-Monulphus en Gondulphuskerk (Kaulille)

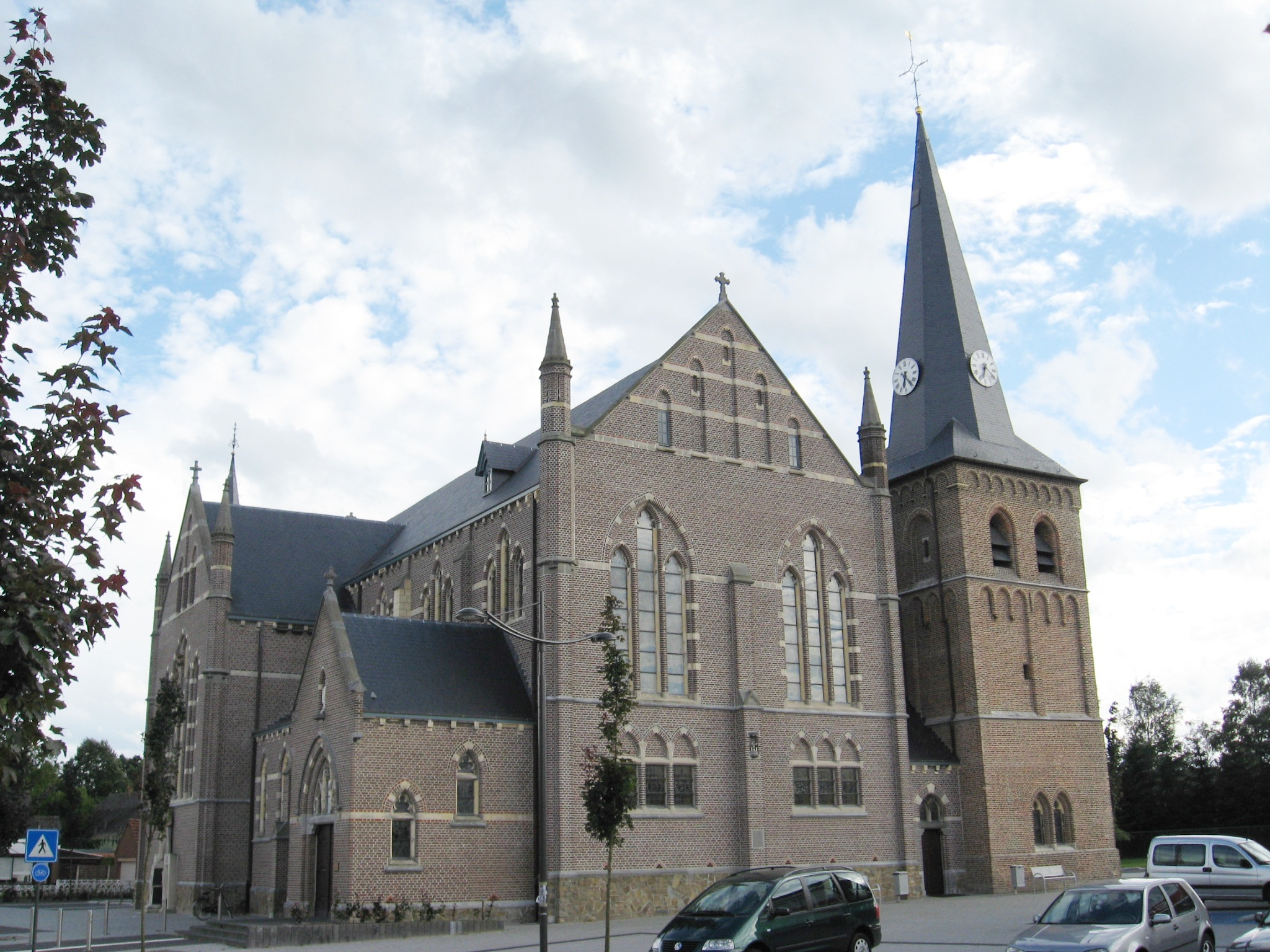
Sint-Monulphus en Gondulphuskerk

De Sint-Monulphus en Gondulphuskerk is de parochiekerk van Kaulille aan Kaulillerdorp 44.

## Geschiedenis
Vermoedelijk bestond hier in de 12e of 13e eeuw reeds een Romaanse kerk. Mogelijk is het in breuksteen uitgevoerde onderste gedeelte van de toren nog van deze kerk afkomstig.
In de 15e of 16e eeuw werd deze kerk vervangen door een eenbeukige bakstenen gotische kerk met drie traveeën, voorzien van een koor van twee traveeën. Herstelwerk werd onder meer uitgevoerd van 1685-1691, terwijl in 1841 herstelwerk aan de toren werd verricht. In 1899 werd de kerk vergroot, waarbij een transept, een nieuw koor, en een sacristie werd gebouwd.
In 1930 werd de kerk gesloopt, op de toren na. Een nieuwe kerk in neogotische stijl werd tegen de toren aan gebouwd, ontworpen door Mathieu Christiaens. Dit is een kruiskerk in baksteen met banden van mergelsteen.
Sinds 1996 is het kerkgebouw een beschermd monument. 

## Interieur
Het kerkmeubilair is grotendeels neogotisch, zoals het altaar met retabel (1903), de preekstoel, en de biechtstoelen (1905). Dit alles is het werk van Thomas Watson. Ook is er een 12e-eeuws hardstenen wijwatervat en een eikenhouten communiebank in rococostijl uit omstreeks 1750.
Bij een renovatie van het interieur in 2014 kreeg de bibliotheek van Kaulille een plaats in een zijbeuk van de kerk en een aparte ingang. Wegens afnemende belangstelling werden de boekenrekken vier jaar later al weer weggehaald.

## Externe bron
- Inventaris Onroerend Erfgoed: Parochiekerk Sint-Monulfus en Gondulfus